# Погост (Гомельская область)
Пого́ст (бел. Паго́ст) — деревня в Житковичском районе Гомельской области Беларуси. В составе Озеранского сельсовета. Первое упоминание — 1520 год. Деревня расположена в 9 км на запад от г. Туров. Ближайшая гостиница — в г. Туров.
В 2020 году деревня Погост отметила 500-летие со времени первого упоминания в письменных источниках.

## География

### Расположение
Деревня находится на впадении реки Ствига в Припять (Полесская низменность). Возле деревни находится болото Асова.
В 27 км на юг от районного центра и железнодорожной станции Житковичи (на линии Лунинец — Калинковичи), 260 км от Гомеля.

### Гидрография
На реке Припять (приток реки Днепр); на юге — её приток река Ствига.

## Транспортная сеть
Транспортные связи по просёлочной, затем автомобильной дороге Туров — Лельчицы. Планировка состоит из дугообразной (вдоль реки Припять) улицы, к которой на западе присоединяются короткие широтные улицы, соединённые короткими меридиональными улицами. Застройка деревянная, усадебного типа.

## История

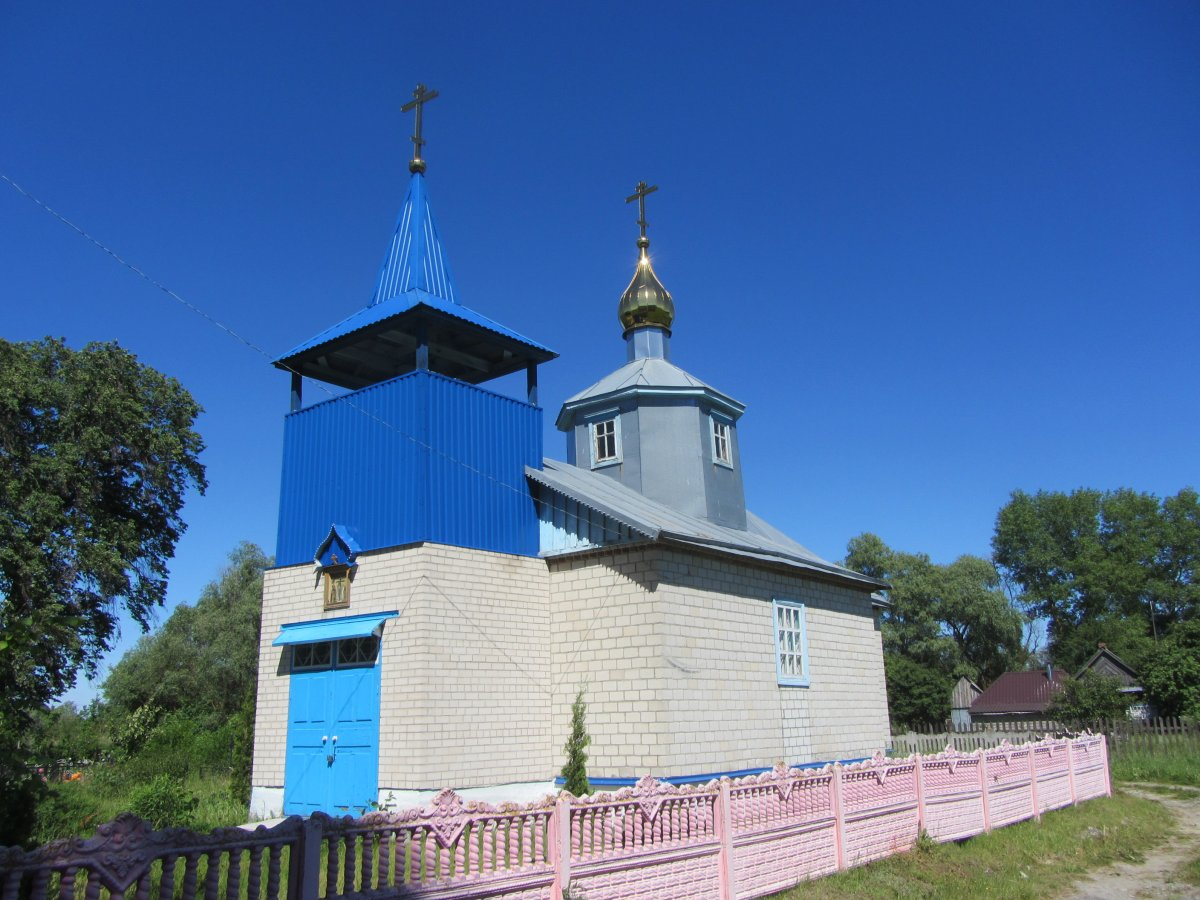
Крестовоздвиженская церковь

Обнаруженные археологами поселения железного века (в 1 км на юго-запад от деревни), поселение раннего железного века и раннефеодального периода (I тысяча до н. э. — V век н. э.) (в 1 км на запад от деревни, в урочищах Узкое и Грабелька) свидетельствуют о заселении этих мест с давних времён. Один из Туровских крестов (относится к времени принятия христианства) находился на деревенском кладбище, на берегу Припяти, в 1979 году перевезён в Гомельский областной краеведческий музей.
Согласно письменным источникам деревня известна с XVI века в летописи Туровского края как селение в Мозырском уезде Великого княжества Литовского.
В 1520 году князь Константин Острожский передал деревню, принадлежавшую ему, во владение Туровскому Свято-Успенскому собору.
В 1784 году, на средства владельца деревни Сологуба, была построена деревянная церковь в честь первомученика Архидиакона Стефана, которая в 1859 году была капитально отремонтирована, а в 1896 году заново отстроена (разрушена в 1930-е годы). К этому периоду так же относится строительство деревянной церкви «Воздвижения Креста Господня» на кладбище, на месте явления в X веке одного из чудотворных каменных крестов, которые по преданию приплыли по воде против течения из Киева после крещения Руси и ознаменовали приход Православной веры на Туровщину.
Во времена унии деревня Погост строго хранила православное исповедание.
В 1793 году, после II раздела Речи Посполитой местные земли вошли в состав Российской империи.
В 1811 году владение казны. Согласно ревизским материалам 1834 года в составе Туровского казённого поместья. В 1864 году упоминается в записях офицеров Генерального штаба России, изучавших эту местность. Через деревню проходил большак из Петрикова на Пинщину. В 1885 году в наёмном доме открыта церковно-приходская школа. Согласно переписи 1897 года находились 2 водяные мельницы, кузница. В 1909 году в Туровской волости Мозырского уезда.
В 1925 году организован колхоз «Труд», действовала сукнавальня. За успехи в развития общественного хозяйства колхоз в 1939 году был участником Всесоюзной сельскохозяйственной выставки и в качества премии получил грузовой автомобиль. Во время Великой Отечественной войны в августе 1941 года немецкие каратели сожгли 163 двора, убили 69 жителей. Согласно переписи 1959 года в составе колхоза «Советская Беларусь» (центр — деревня Озераны). Действуют 9-летняя школа, библиотека, клуб, фельдшерско-акушерский пункт, отделение связи.
Сегодня чудотворный каменный крест хранится в обновлённом в 1994 году каменном храме «Воздвижения Животворящего креста Господня» деревни Погост. Так же, как и прежде он называется «Чёрный крест», притягивая для поклонения паломников со всего мира.

## Население

### Численность
- 2004 год — 204 хозяйства, 367 жителей.

### Динамика
- 1811 год — 54 двора.
- 1834 год — 275 жителей.
- 1866 год — 67 дворов 450 жителей.
- 1897 год — 109 дворов, 674 жителя (согласно переписи).
- 1909 год — 124 двора, 904 жителя.
- 1924 год — 173 двора.
- 1940 год — 198 дворов, 905 жителей.
- 1959 год — 1222 жителя (согласно переписи).
- 2004 год — 204 хозяйства, 367 жителей.

## Улицы
- Весенний переулок
- Депутатская улица
- Комсомольская улица
- Луговой переулок
- Набережная улица
- Полевая улица
- Славная улица
- Солнечная улица
- Учительская улица
- Школьный переулок[4]

## Культура

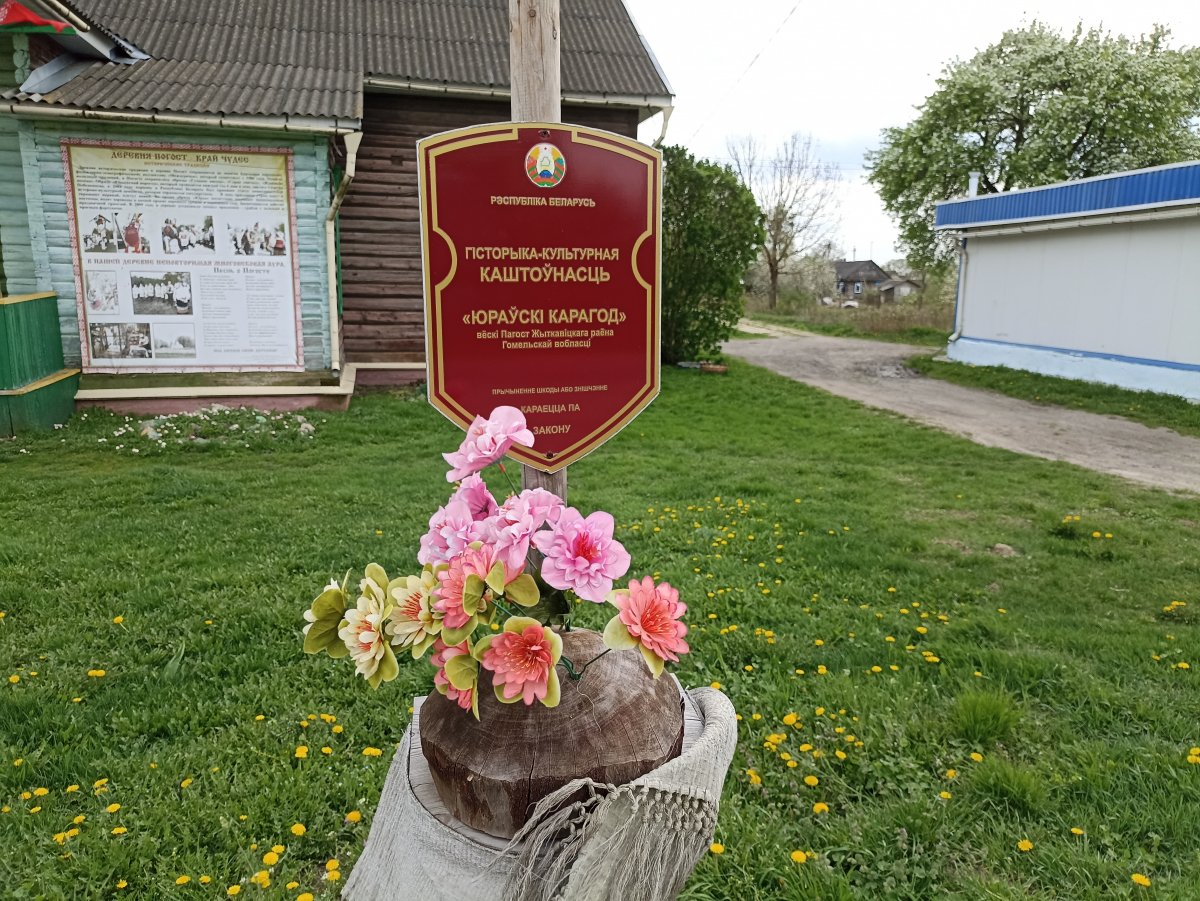

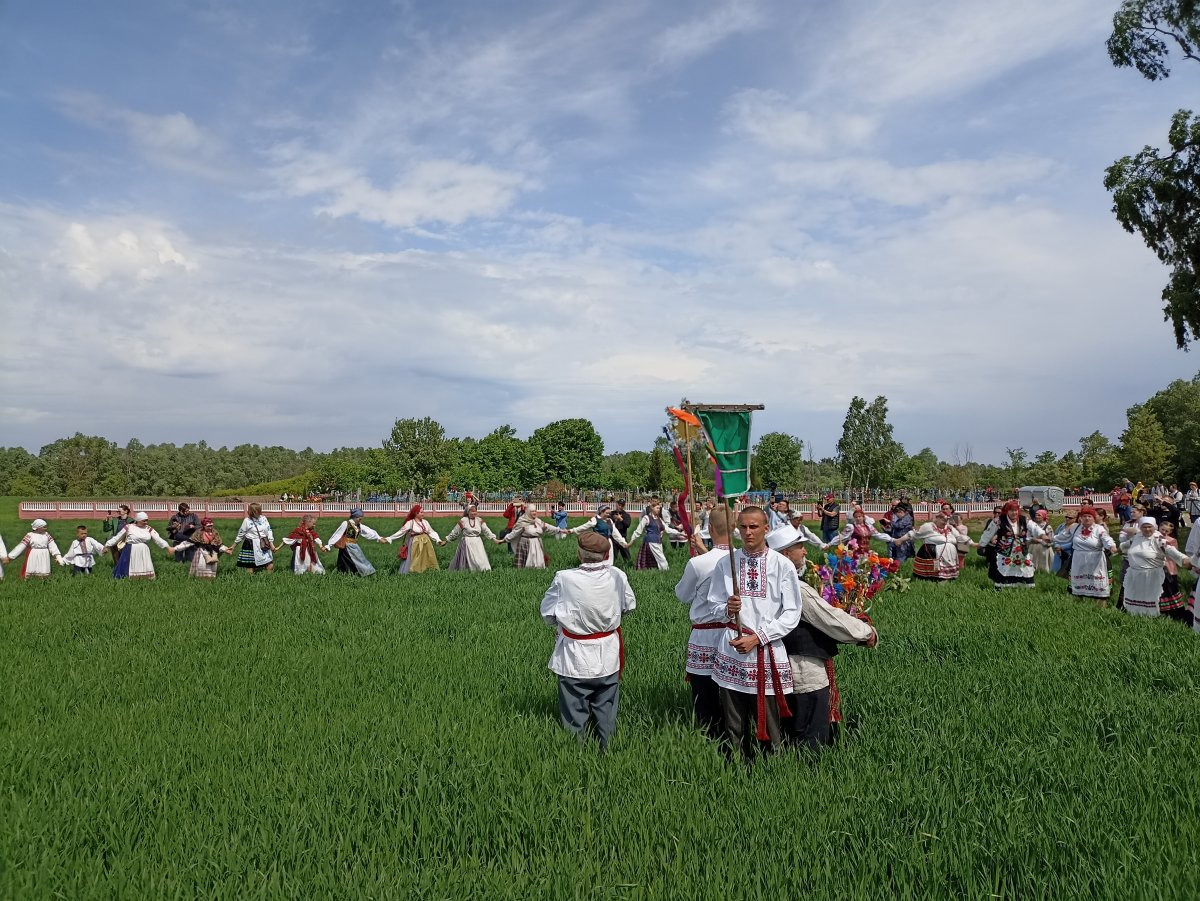

- Дом культуры
- Музей

### Традиции
- Помимо Каляд в деревне отмечают народный праздник Юрья (Праздник урожая). Юрьевский хоровод (бел. Юраўскі карагод) в деревне Погост имеет статус нематериальной историко-культурной ценности Республики Беларусь. В 2009 году на въезде в деревню установили символ праздника — грабли[5].

## События и мероприятия
- В 2020 году деревня Погост отметила 500-летие со времени первого упоминания в письменных источниках.
- Народный обряд «Юраўскі карагод» (6 мая 2025).

## Достопримечательности
- Храм «Воздвижения Животворящего креста Господня». Год постройки — 1985. Находится возле местного кладбища. Достопримечательность храма — чудотворный каменный крест («Чёрный крест»), который по преданию приплыл по воде против течения из Киева после крещения Руси в X веке.
- Туровский, или Святой Крест — наиболее известный Туровский крест, находится в церкви.
- Юрьевский хоровод (бел. Юраўскі карагод) — традиционный весенний обряд, занесенный в Список нематериального культурного наследия ЮНЕСКО[6].  Историко-культурная ценность Республики Беларусь, шифр 33БК000002.

### Памятник, скульптура
- Памятник погибшим во время Великой Отечественной войны.
- Мемориальный памятный знак[7].

## Интересные факты
Американская телекомпания CNN составила рейтинг лучших мест для празднования. По данному авторитетному рейтингу, деревня Погост обогнала Зальцбург, Нью-Йорк и Сидней. CNN впечатлили работы белорусского фотографа Виктора Драчева, сделанные на Коляды в 2009 году. В деревне до сих пор празднуют Коляды (с 6 на 7 января), Щедрец (с 13 на 14 января).

## Известные лица
- Романовский, Иван Фёдорович (род. 1937) — кандидат исторических наук, профессор кафедры истории Беларуси нового и новейшего времени в БГУ. Автор и соавтор свыше 130 научных трудов. Подготовил 5 кандидатов наук и 3 магистра. Награждён Почётными грамотами Верховного Совета БССР, Министерства высшего и среднего специального образования СССР, ЦК ВЛКСМ, Министерства образования Республики Беларусь, нагрудным знаком «Выдатнік адукацыі»[9].
- Сацура, Николай Владимирович (1952—2024) — советский и белорусский музыкант и композитор. Заслуженный деятель искусств Республики Беларусь.